# Ez itt Anglia
Az Ez itt Anglia Shane Meadows 2006-os filmje a szkinhed szubkultúráról. A film azt a szakadást mutatja be "kicsiben", amely az 1980-as években történt a szkinhed mozgalomban, amikor a bőrfejűek egy része rasszista, nacionalista eszmék hirdetőihez csatlakozott.

## Cselekménye
|  | Alább a cselekmény részletei következnek! |

Thomas Turgoose

A film 1983-ban Angliában játszódik, egy évvel a Falkland-szigetekért vívott háború után, amelyben meghalt a film központi figurája, a 12 éves Shaun apja. A magányos kisfiú összebarátkozik a Woody által vezetett szkinhed csoporttal. Shaun ezután együtt a lóg a nála jó pár évvel idősebb fiúkkal és lányokkal.
Egy házibuliba betoppan a börtönből frissen szabadult idősebb szkinhed, Combo és barátja, Banjo. Combo már a buliban elkezdi rasszista, nacionalista nézeteit terjeszteni, és ezzel később kiprovokálja a csoport szakadását. Shaun a Combo nézeteit elutasító, és ezért lelépő Woody helyett Combót választja.
Combo elviszi a csoportját a nacionalista, rasszista Brit Nemzeti Front egyik gyűlésére. Ezek után közép-ázsiai bevándorlókat zaklatnak, majd megtámadnak és kifosztanak egy pakisztáni boltost. Combo megpróbál ismét összemelegedni Lollal, Woody barátnőjével, aki évekkel korábban, 16 évesen, részegen egyszer lefeküdt vele. A lány kikosarazza. A letört Combo füvet vesz Woody csoportjának egyik tagjától, a jamaicai Milkytől, és a fiút is felviszi a lakásában rendezett buliba.
Combo Milkyt kérdezgeti családjáról, aki szívesen mesél a nagy rokonságról. Ez egyre növeli Combo irigységét és dühét, aki aztán niggernek nevezi Milkyt, és csaknem halálra veri Shaun előtt. A film végén a kisfiú a Combótól kapott Szent György-keresztes zászlót a tengerbe dobja.
|  | Itt a vége a cselekmény részletezésének! |

## Szereplők
| Szereplő | Színész         |
| -------- | --------------- |
| Shaun    | Thomas Turgoose |
| Woody    | Joe Gilgun      |
| Milky    | Andrew Shim     |
| Lol      | Vicky McClure   |
| Combo    | Stephen Graham  |
| Smell    | Rosamund Hanson |

## Díjak, jelölések
- BAFTA-díj (2008)
  - díj:  BAFTA-díj a legjobb filmnek